# Hồ Đắc Kiện (xã)
Hồ Đắc Kiện là một xã thuộc thành phố Cần Thơ, Việt Nam.

## Địa lý
Xã Hồ Đắc Kiện có vị trí địa lý:
- Phía đông giáp xã Phú Tâm
- Phía tây giáp xã Long Hưng và xã Tân Phước Hưng
- Phía nam giáp xã An Ninh và xã Thuận Hòa
- Phía bắc giáp xã Đại Hải.

Xã Hồ Đắc Kiện có diện tích 72,61 km², dân số năm 2024 là 31.322 người, mật độ dân số đạt 431 người/km².
Trên địa bàn xã có Quốc lộ 1 đi qua.

## Lịch sử
Xã được đặt theo tên của Hồ Đắc Kiện, một liệt sĩ Việt Nam thời kháng chiến chống Pháp.
Năm 1926, thành lập làng Thuận Hòa bao gồm 14 ấp: Bố Thảo (trung tâm), Trà Lây, Bưng Tróp, Giồng Chùa, An Trạch, Phú Nổ, Giồng Cát, Trà Canh, Trà Quýt, Xây Đá, Cống Đôi, Ba Rinh, Xóm Giữa, Ba Liên, Phó Đường.
Ngày 25 tháng 8 năm 1945, Ủy ban hành chính lâm thời huyện Châu Thành ban hành Quyết định về việc đổi tên làng Thuận Hòa thành xã Thuận Hòa.
Sau trận đánh tháng 7 năm 1947, đồng chí Hồ Đắc Kiện, Huỳnh Phan Hộ hy sinh.
Tháng 2 năm 1949, Khu Tây Nam bộ, Tỉnh ủy Sóc Trăng và Huyện ủy Châu Thành ban hành Quyết định về việc đổi tên xã Thuận Hòa thành xã Hồ Đắc Kiện.
Năm 1950, Tỉnh ủy Sóc Trăng, Huyện ủy Châu Thành ban hành Quyết định về việc phân chia địa giới hành chính:
- Tách 2 ấp: Giồng Cát, Phú Nổ thành lập xã Phú Tâm.
- Tách ấp Phó Đường về xã Tân Phước Hưng và xã Phụng Hiệp thuộc tỉnh Cần Thơ.

Ngày 14 tháng 6 năm 1958, Huyện ủy Châu Thành ban hành Quyết định về việc phân chia địa giới hành chính:
- Thành lập xã An Ninh trên cơ sở 6.000 ha diện tích tự nhiên, dân số là 11.600 dân và 11 ấp: Xóm Giữa, An Tập, Kinh Mới, Tà Lây, Kinh Sáng, Bố Thảo, Giòng Chùa, Bưng Tróp, Hòa Long, Trông Nô, An Trạch của xã Hồ Đắc Kiện.
- Sáp nhập ấp Ba Rinh vào xã Đại Hải, huyện Kế Sách.

Sau khi phân vạch địa giới hành chính, xã Hồ Đắc Kiện có 5.100 ha diện tích tự nhiên, dân số 10.000 dân và 9 ấp: Đắc Thế, Đắc Thắng, Đắc Lực, Công Đôi, Xây Đá, Trà Quýt A, Trà Quýt B, Trà Canh A, Trà Canh B.
Sau năm 1975, xã Hồ Đắc Kiện thuộc huyện Châu Thành, tỉnh Sóc Trăng.
Ngày 20 tháng 9 năm 1975, Bộ Chính trị ban hành Nghị quyết số 245-NQ/TW về việc hợp nhất tỉnh Cần Thơ (ngoại trừ huyện Thốt Nốt), tỉnh Sóc Trăng, tỉnh Trà Vinh, tỉnh Vĩnh Long thành một tỉnh, tên gọi tỉnh mới cùng với nơi đặt tỉnh lỵ sẽ do địa phương đề nghị lên.
Ngày 20 tháng 12 năm 1975, Bộ Chính trị ban hành Nghị quyết số 19/NQ về việc hợp nhất tỉnh Cần Thơ (bao gồm cả huyện Thốt Nốt của tỉnh Long Xuyên), tỉnh Sóc Trăng thành một tỉnh mới, tên gọi tỉnh mới cùng với nơi đặt tỉnh lỵ sẽ do địa phương đề nghị lên.
Ngày 24 tháng 2 năm 1976, Chính phủ Cách mạng lâm thời Cộng hòa miền Nam Việt Nam ban hành Nghị định số 3/NQ/1976 về việc hợp nhất tỉnh Cần Thơ, tỉnh Sóc Trăng và thành phố Cần Thơ thành một tỉnh mới, lấy tên là tỉnh Hậu Giang.
Ngày 13 tháng 11 năm 1984, UBND tỉnh Hậu Giang ban hành Quyết định số 27/QĐ-UBND về việc thành lập Thuận Hòa thuộc huyện Mỹ Tú trên cơ sở 3.000 ha diện tích tự, 10.202 nhân khẩu và 6 ấp: Trà Canh A1, Trà Canh A2, Trà Canh B, Trà Quýt A, Sa Bâu của xã Hồ Đắc Kiện.
Sau khi phân vạch địa giới hành chính, xã Hồ Đắc Kiện có 3.081 ha diện tích tự nhiên, 11.317 nhân khẩu và 7 ấp: Đắc Thế, Đắc Lực, Đắc Thắng, Cống Đôi, Xây Đá A, Xây Đá B, Kính Đào.
Ngày 23 tháng 12 năm 1988, Hội đồng Bộ trưởng ban hành Quyết định số 197-HĐBT về việc:
- Thành lập xã Thiện Mỹ thuộc huyện Mỹ Tú trên cơ sở 290,60 ha diện tích tự nhiên và 507 nhân khẩu của xã Long Hưng; 431 ha diện tích tự nhiên và 1.121 nhân khẩu của xã An Ninh; 523,14 ha diện tích tự nhiên và 1.892 nhân khẩu của xã Hồ Đắc Kiện; 1.100 ha diện tích tự nhiên và 5.501 nhân khẩu của xã Mỹ Hương.
- Thành lập xã Thuận Hòa thuộc huyện Mỹ Tú trên cơ sở 2.999,73 ha diện tích tự nhiên và 10.470 nhân khẩu của xã Hồ Đắc Kiện.

Sau khi phân vạch địa giới hành chính:
- Xã Hồ Đắc Kiện có 2.558,40 ha diện tích tự nhiên và 8.950 nhân khẩu.
- Xã Thiện Mỹ có 2.344,74 ha diện tích tự nhiên và 8.571 nhân khẩu.[10]

Ngày 24 tháng 9 năm 2008, Chính phủ ban hành Nghị định số 02/NĐ-CP về việc:
- Thành lập thị trấn Châu Thành thuộc huyện Mỹ Tú trên cơ sở 165 ha diện tích tự nhiên và 1.608 người của xã Hồ Đắc Kiện.
- Thành lập huyện Châu Thành thuộc tỉnh Sóc Trăng.
- Chuyển xã Hồ Đắc Kiện và xã Thiện Mỹ thuộc huyện Mỹ Tú về huyện Châu Thành mới thành lập quản lý.

Sau khi điều chỉnh địa giới hành chính, xã Hồ Đắc Kiện còn lại 4.756,30 ha diện tích tự nhiên và 14.186 người.
Tính đến ngày 31/12/2024:
- Xã Hồ Đắc Kiện có 8 ấp: Cống Đôi, Đắc Lực, Đắc Thắng, Đắc Thế, Đắc Thời, Kinh Đào, Xây Đá A, Xây Đá B.
- Xã Thiện Mỹ có 7 ấp: An Tập, Đắc Thắng, Mương Khai, Mỹ An, Mỹ Đức, Mỹ Phú, Mỹ Tân.

Ngày 12 tháng 6 năm 2025, Quốc hội ban hành Nghị quyết số 202/2025/QH15 về việc sắp xếp đơn vị hành chính cấp tỉnh (nghị quyết có hiệu lực từ ngày 12 tháng 6 năm 2025). Theo đó, sáp nhập tỉnh Hậu Giang và tỉnh Sóc Trăng vào thành phố Cần Thơ.
Ngày 16 tháng 6 năm 2025, Ủy ban Thường vụ Quốc hội ban hành Nghị quyết số 1668/NQ-UBTVQH15 về việc sắp xếp các đơn vị hành chính cấp xã của thành phố Cần Thơ năm 2025 (nghị quyết có hiệu lực từ ngày 16 tháng 6 năm 2025). Theo đó, sáp nhập toàn bộ 25,10 km² diện tích tự nhiên, quy mô dân số là 12.159 người của Thiện Mỹ vào toàn bộ 47,51 km² diện tích tự nhiên, quy mô dân số là 19.163 người của xã Hồ Đắc Kiện thuộc huyện Châu Thành, tỉnh Sóc Trăng.
Xã Hồ Đắc Kiện có 72,61 km² diện tích tự nhiên và quy mô dân số là 31.322 người.